# Osiek nad Wisłą
Osiek nad Wisłą – wieś w Polsce położona w województwie kujawsko-pomorskim, w powiecie toruńskim, w gminie Obrowo. Wieś położona w Kotlinie Toruńskiej.
| SIMC    | Nazwa    | Rodzaj    |
| ------- | -------- | --------- |
| 0847593 | Jesionek | część wsi |
| 0847601 | Józefowo | część wsi |
| 0847618 | Siciny   | część wsi |

## Historia
Początkowo osada nosiła nazwę Osieczek, następnie Osiek nad Wisłą dla odróżnienia od innych miejscowości o tej samej popularnej wówczas nazwie. Pierwotnie terminem Osiek określano warownię leśną z nagromadzonych i pospajanych pni drzewnych.
Miejscowość została wymieniona po raz pierwszy w 1388 roku, kiedy to biskup płocki Ścibor dokonał erekcji tutejszej parafii. W połowie XVI w. wieś była własnością szlachecką Mikołaja i Pawła Nałęczów. Pod koniec XVI w. należała do J. Łążyńskiego, S. Łosia i W. Nałęcza. W 1729 roku dziedzicami majątku osieckiego byli Albin i Andrzej Kowalewscy, a w 1746 r. należała do Mikołaja Kowalewskiego. W dniach 16–20 lipca 1831 r. Osiek był widownią przeprawy przez Wisłę armii rosyjskiej pod wodzą feldmarszałka Iwana Paskiewicza. Zostały wtedy zbudowane 3 mosty na rzece, po których przeszło wojsko liczące ponad 50 000 żołnierzy i ponad 300 dział. Mieszkańcy Osieka brali udział w powstaniu styczniowym w 1863 r. pod dowództwem ówczesnych dziedziców Kowalewskich. Wskutek represji popowstaniowych władze zaboru rosyjskiego zlikwidowały Urząd Gminy w Osieku, przenosząc siedzibę władz do Obrowa.
W połowie XIX w. ówczesny właściciel Osieka prowadził eksploatację torfu na potrzeby warzelni soli w Ciechocinku.
W latach 1975–1998 miejscowość należała administracyjnie do województwa toruńskiego.
1 stycznia 2014 nastąpiła zmiana nazwy urzędowej miejscowości z Osiek na Osiek nad Wisłą.

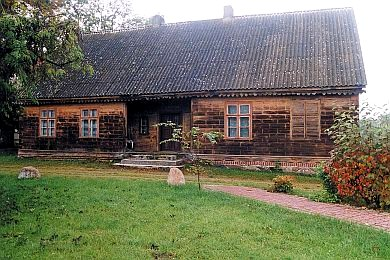
Budynek starej plebanii w Osieku

W latach 1954-1972 wieś była siedzibą gromady Osiek nad Wisłą.

## Zabytki
W Osieku znajduje się kościół parafialny pw. Najświętszego Serca Jezusa zbudowany w latach 1927–1930, w miejscu poprzedniego wzniesionego z drewna na początku XVIII w., obok kościoła dzwonnica z 1930 r. Na cmentarzu przykościelnym stoi żeliwny krzyż z inskrypcją, poświęcony dobrodziejom kościoła osieckiego – Kowalewskim. Ponadto kilka zabytkowych chat z połowy XIX w. o konstrukcji zrębowej lub sumikowo–łątkowej.

## Kultura
W miejscowości znajduje się Izba Regionalna ze zbiorami kultury i sztuki ludowej związanej z Osiekiem i najbliższą okolicą, posiadająca m.in. rzeźby Józefa Kamińskiego (1913–1997), wyroby wikliniarskie, kowalskie oraz obrusy i serwety. Osieckie Stowarzyszenie Kultury Ludowej, zrzeszające przedstawicieli sztuki ludowej działa od 1979 r. Przez wiele lat prowadził je Michał Kokot, wybitny fotograf i artysta związany z Osiekiem.

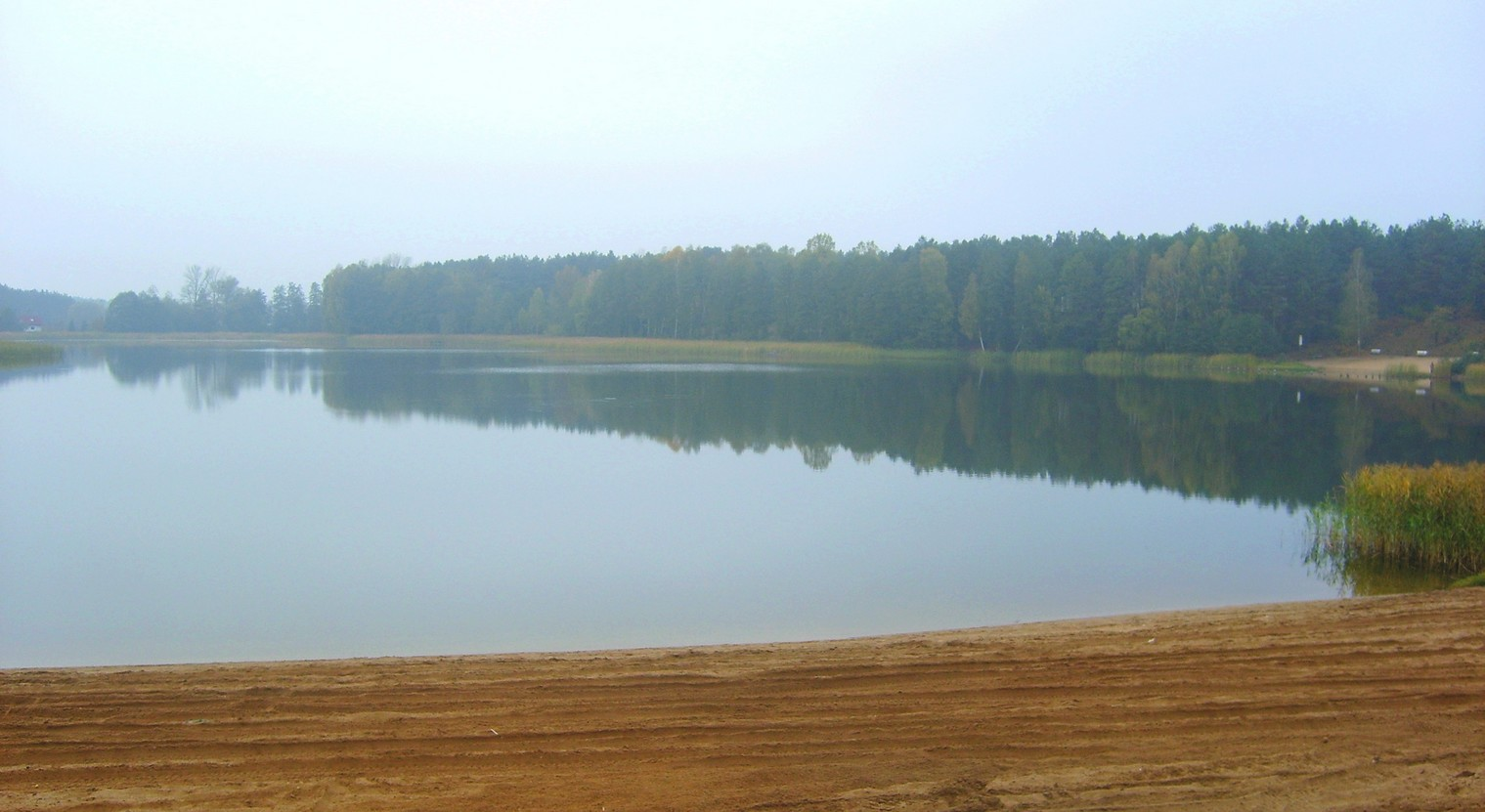
Jezioro Osiek

Walory przyrodnicze Osieka wiążą się z jego położeniem w dużym kompleksie leśnym oraz bliskością dwóch jezior (Jezioro Osiek i Jezioro Dzikowo). Kolejnym niewątpliwym walorem jest lokalizacja miejscowości w Kotlinie Toruńskiej, w wyjątkowym obszarze pod względem przyrodniczo-krajobrazowym.